# The Lone Wolf’s Daughter
The Lone Wolf’s Daughter – amerykański film z 1919 w reżyserii Williama P.S. Earle